# فلهلمسبورغ
فلهلمسبورغ: بالألمانية (Wilhelmsburg). هو أحد أحياء مدينة هامبورغ الألمانية والواقعة في القسم الجنوبي منها. تعتبر خامس أكبر حي من أحياء المدينة بعد أحياء رالشتيد، بيلشتيد، أيمزبوتل وفنترهودة بمساحة تبلغ 35,3كم مربع. يتبع الحي حاليا لبلدية وسط هامبورغ بعد أن كان تابعا لبلدية هاربورغ حتى 29 شباط عام 2008.

## الموقع الجغرافي
يقع الحي بين رافدي نهر الإلبه; نهر الإلبه الشمالي ونهر الإلبه الجنوبي-كولبراند, الأمر الذي دفع سكان المدينة لإطلاق تسمية "جزيرة نهر الإلبه" على هذا الحي والأحياء المجاورة له كحي فيديل.

## الطرق والمواصلات
تمر من الحي خطوط الحافلات التالية: 13, 151, 152, 154, 155, 156, 252, 351, 355, 640. كما يشقها خطا القطار S3 و S31. كما تمر فيه عدد من الشوارع الرئيسية الهامة.